# Reynolds American

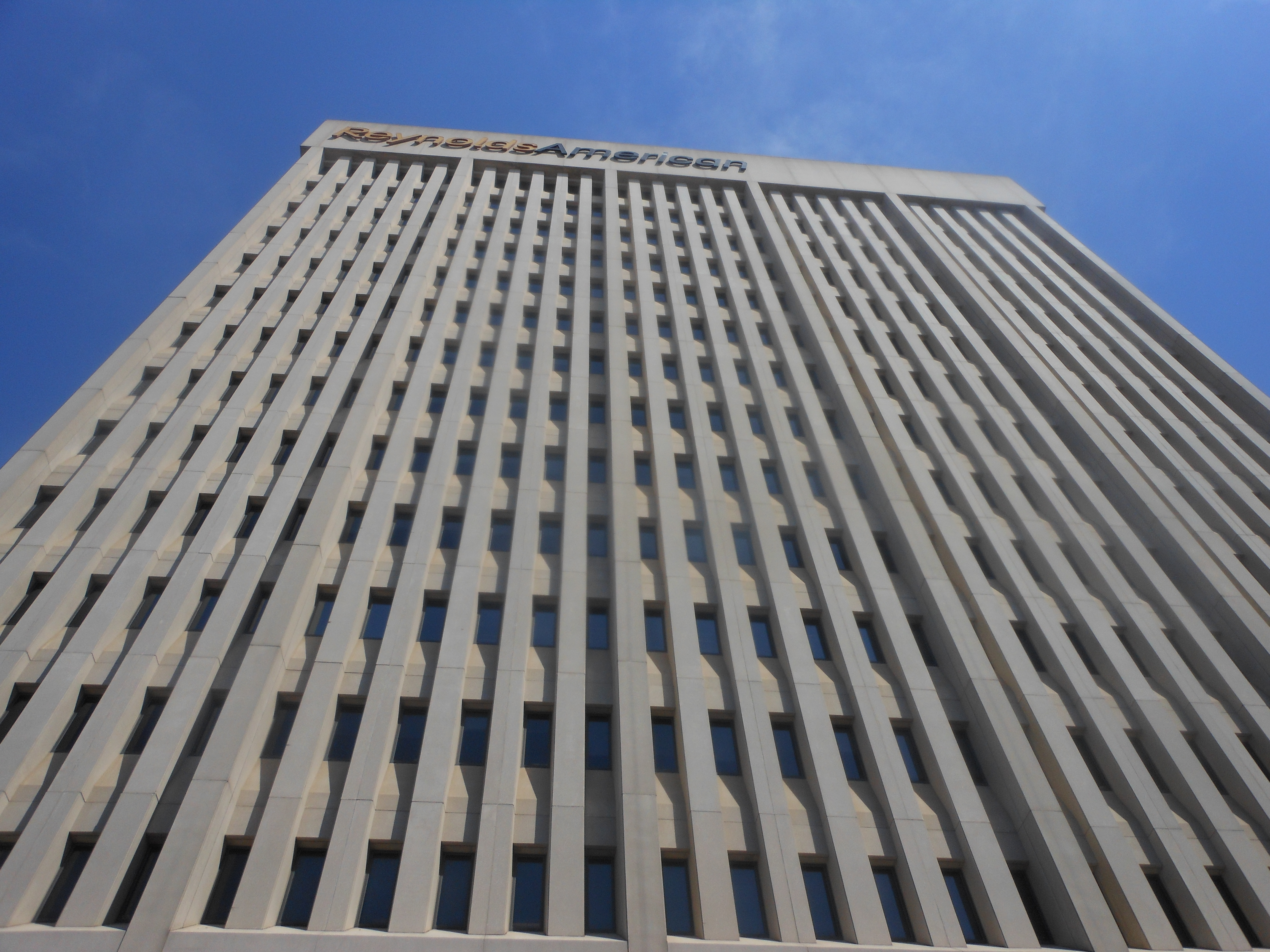
Reynolds American Konzernzentrale in Winston-Salem

Reynolds American, Inc. ist ein als Holding organisiertes US-amerikanisches Tabakunternehmen und seit 2017 eine Tochtergesellschaft von British American Tobacco. Das Unternehmen ist im Aktienindex S&P 500 gelistet und gilt als zweitgrößtes Tabakunternehmen in den Vereinigten Staaten. Der Börsenwert des Unternehmens betrug im März 2017 90 Milliarden US-Dollar, womit es, zu diesem Zeitpunkt, zu den 100 wertvollsten Unternehmen der Welt zählte. Im Jahr 2010 verkauften die Unternehmen von Reynolds American etwa 28 % aller in den USA verkauften Zigaretten.

## Geschichte
Reynolds American wurde im Januar 2004 gegründet und wird seit August 2004 unter dem Kürzel RAI an der New Yorker Börse gehandelt.
Im Juli 2004 wurde das US-Geschäft von British American Tobacco (Batus Inc. und Brown & Williamson) mit dem der R. J. Reynolds Tobacco Company (R. J. Reynolds) unter dem Namen "R. J. Reynolds" zusammengefasst. Vor dem Zusammenschluss waren RJR und Brown & Williamson die zweit- und drittgrößten Tabakunternehmen in den USA. Nach dem Zusammenschluss wurde R. J. Reynolds eine Tochtergesellschaft von Reynolds American, wobei BAT einen Anteil von 42 % an RAI hielt. Die Santa Fe Natural Tobacco Company, die die zusatzstofffreie Tabakmarke Natural American Spirit herstellt, wurde zu diesem Zeitpunkt ebenfalls eine Tochtergesellschaft von Reynolds American.
Im Juli 2014 kündigte Reynolds American den Kauf der Lorillard Tobacco Company im Rahmen einer Transaktion im Wert von 27 Milliarden US-Dollar an.
Im Januar 2017 übernahm British American Tobacco 57,8 % der Anteile an Reynolds American für 49,4 Mrd. USD. Die restlichen Anteile waren bereits zuvor im Besitz der BAT.

## Unternehmen
Tochterunternehmen sind R. J. Reynolds Tobacco Company, Santa Fe Natural Tobacco Company,  Lane Limited, Conwood Company, and R.J. Reynolds Global Products, Inc. 
Die Tochtergesellschaften von Reynolds American produzieren und vermarkten eine Vielzahl von Tabakerzeugnissen, darunter Zigaretten (Marken Newport, Camel, Pall Mall, Kent, Doral, Misty, Capri und Natural American Spirit), elektronische Zigaretten (Marke Vuse) und feuchten Schnupftabak (Marken Grizzly und Kodiak).